# Придаточные пазухи носа

Околоносовые пазухи. 1 — лобные пазухи; 2 — ячейки решётчатого лабиринта; 3 — клиновидная пазуха; 4 — верхнечелюстные пазухи

Придаточные пазухи носа (околоносовые синусы) (лат. sinus paranasales) — воздухоносные полости в костях черепа, сообщающиеся с полостью носа.

## Придаточные пазухи носа у человека
У человека различают четыре группы придаточных пазух носа, названных в соответствии с их локализацией:
- верхнечелюстная (гайморова) пазуха (парная) — наиболее крупная из околоносовых пазух, расположена в верхней челюсти.
- лобная пазуха (парная) — расположена в лобной кости.
- решётчатый лабиринт (парный) — сформирован ячейками решётчатой кости.
- клиновидная (основная) пазуха  (парная) — располагается в теле клиновидной (основной) кости.

Околоносовые пазухи начинают формироваться внутриутробно, заканчивают формирование после полового созревания. Изнутри пазухи выстланы мерцательным эпителием с бокаловидными клетками, продуцирующими слизь. Посредством движения ресничек эпителия происходит движение слизи к отверстиям околоносовых пазух со скоростью 1 см/мин. Размеры отверстий небольшие; так, у ячеек решетчатого лабиринта диаметр отверстий составляет 1–2 мм.

## Придаточные пазухи носа у животных
Околоносовыми пазухами обладают различные животные (большинство млекопитающих, птицы, нептичьи динозавры, крокодилы). Локализация околоносовых пазух у животных разнообразна.

## Функции околоносовых пазух
Единого мнения в отношении функций околоносовых пазух не существует, наиболее вероятными считаются:
- уменьшение относительной массы передних отделов черепа, особенно костей лицевого черепа, на фоне их большого объема. Форма костей лицевого черепа важна, так как кости являются местом прикрепления лицевой мускулатуры.
- увеличение голосового резонанса
- обеспечение противоударного «буфера» при травмах
- изоляция чувствительных структур (корни зубов, глазные яблоки) от быстрых температурных колебаний в полости носа при вдохе и выдохе.
- увлажнение и согревание вдыхаемого воздуха, благодаря медленному воздушному потоку в пазухах.
- выполняют функцию барорецепторного органа (дополнительный орган чувств, реагирующий на давление среды).